# Ichnanthus hoffmannseggii
Ichnanthus hoffmannseggii är en gräsart som först beskrevs av Johann Jakob Roemer och Schult., och fick sitt nu gällande namn av Johann es Christoph Christian Döll. Ichnanthus hoffmannseggii ingår i släktet Ichnanthus och familjen gräs. Inga underarter finns listade i Catalogue of Life.